# Ralph Biggs
Ralph Biggs (Washington, 2 februari 1976) is een Amerikaans-Belgisch voormalig basketballer.

## Carrière
Biggs speelde collegebasketbal voor de Towson Tigers van 1994 tot 1998. Hij werd niet gekozen in de NBA-draft en tekende een contract bij het Nederlandse BS Weert. Hij werd in zijn eerste seizoen meteen MVP van de Nederlandse competitie. In 1999 tekende hij een contract in België bij Telindus Oostende waarmee hij landskampioen werd in 2001 en 2002 en in 2002 ook MVP. In 2003 maakte hij de overstap naar Liège Basket waar hij een seizoen speelde, de beker won en verloor in de finale van de competitie.
In 2004 maakte hij de overstap naar Spirou Charleroi waar hij speelde tot in 2007. Van 2007 tot 2009 speelde hij voor het Russische Ural-Great Perm. Daara tekende hij bij Krasnye Krylja en speelde een seizoen voor hen. Het seizoen 2010/11 bracht hij door bij het Franse Limoges CSP. Hij keerde in 2011 terug naar België en ging spelen voor de Antwerp Giants waar hij de geblesseerde Brian Hopkins verving. Hij verlengde na een seizoen zijn contract voor twee jaar maar bleef uiteindelijk maar een van de twee. Hij speelde zijn laatste seizoen bij RBC Pepinster en stopte in de zomer van 2014 met basketballen.
Hij werd na zijn spelerscarrière jeugdcoach in Washington High School, in zijn geboortestad. In 2017 werd hij opgenomen in de Towson University Athletics Hall of Fame.
In 2005 verkreeg Biggs ook de Belgische nationaliteit en kon zodoende uitkomen voor de Belgische nationale ploeg.

## Erelijst
- Nederlandse competitie MVP: 1999
- Belgisch landskampioen: 2001, 2002
- Belgisch bekerwinnaar: 2001, 2004
- Belgische competitie MVP: 2002
- Towson University Athletics Hall of Fame: 2017[1]